# Pierre-Alain Parot
Ne doit pas être confondu avec Pierre Parot.
Pour les articles homonymes, voir Parot.
Pierre-Alain Parot, né le 27 avril 1950 à Dijon, et mort le 3 février 2023 à Aiserey, est un artiste et maître-verrier français.

## Biographie
Pierre-Alain Parot apprend l’art du vitrail dans l’atelier de son père, Marcel Parot, installé à Dijon.
Après des études à l’École nationale supérieure d'art de Dijon, il reprend la succession de son père en 1972,.
Il partage son activité entre la restauration de vitraux anciens, la collaboration pour de nouveaux projets avec des artistes comme Gérard Collin-Thiébaut, Gérard Garouste, Jean Ricardon, Véronique Ellena ou Matthew Tyson, et la création de vitraux.
Son atelier est installé dans le château d’Aiserey, au sud de Dijon.
En 2016, il obtient, avec la photographe Véronique Ellena, le Prix Liliane Bettencourt pour l'intelligence de la main pour la réalisation de son « vitrail aux cent visages », installé en 2015 dans la cathédrale Notre-Dame de Strasbourg, à l’occasion du millénaire de ses fondations,.
En 2019, il participe avec son atelier au sauvetage des vitraux de la cathédrale Notre-Dame de Paris en restaurant huit baies du chœur,.
Pierre-Alain Parot meurt à 72 ans le 3 février 2023 à Aiserey,.

## Œuvres
Liste non exhaustive
- Restauration des vitraux du transept sud de la Cathédrale Notre-Dame de Strasbourg[1].
- Conception des quatorze vitraux de l’église abbatiale de Saint-Avit-Sénieur[8]
- Réalisation du vitrail du millénaire de la Cathédrale Notre-Dame de Strasbourg, avec Véronique Ellena. (2015)[9].
- Vitraux de la nef de la Cathédrale Saint-Étienne de Cahors, avec Gérard Collin-Thiébaut, (2007-2013).
- Église Notre-Dame de Talant, en collaboration avec Gérard Garouste (1995)[10].
- Vitrail du transept gauche de la cathédrale Saint-Gatien de Tours avec Gérard Collin-Thiébaut[11].

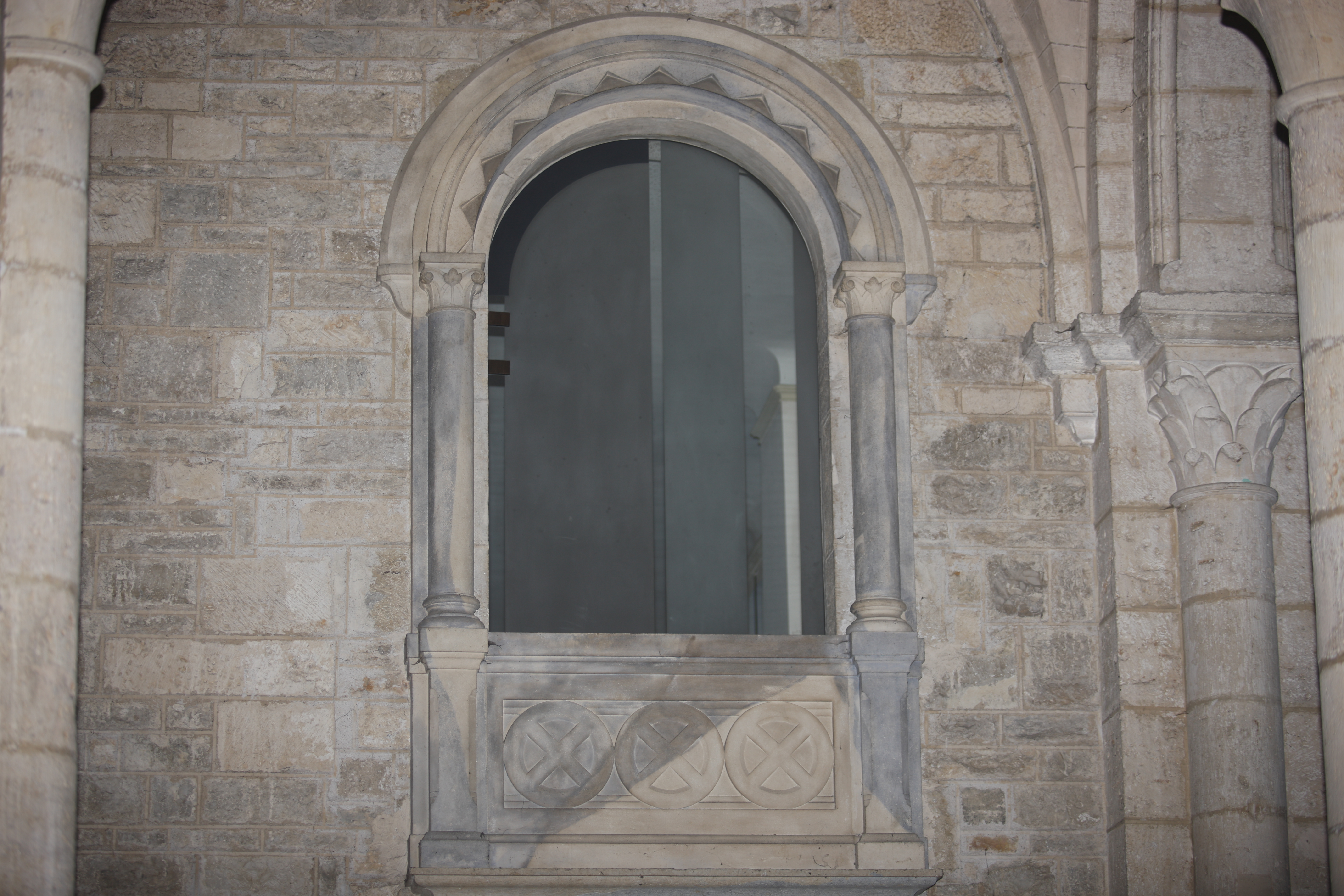
Vitrail en collaboration avec le peintre Ricardon
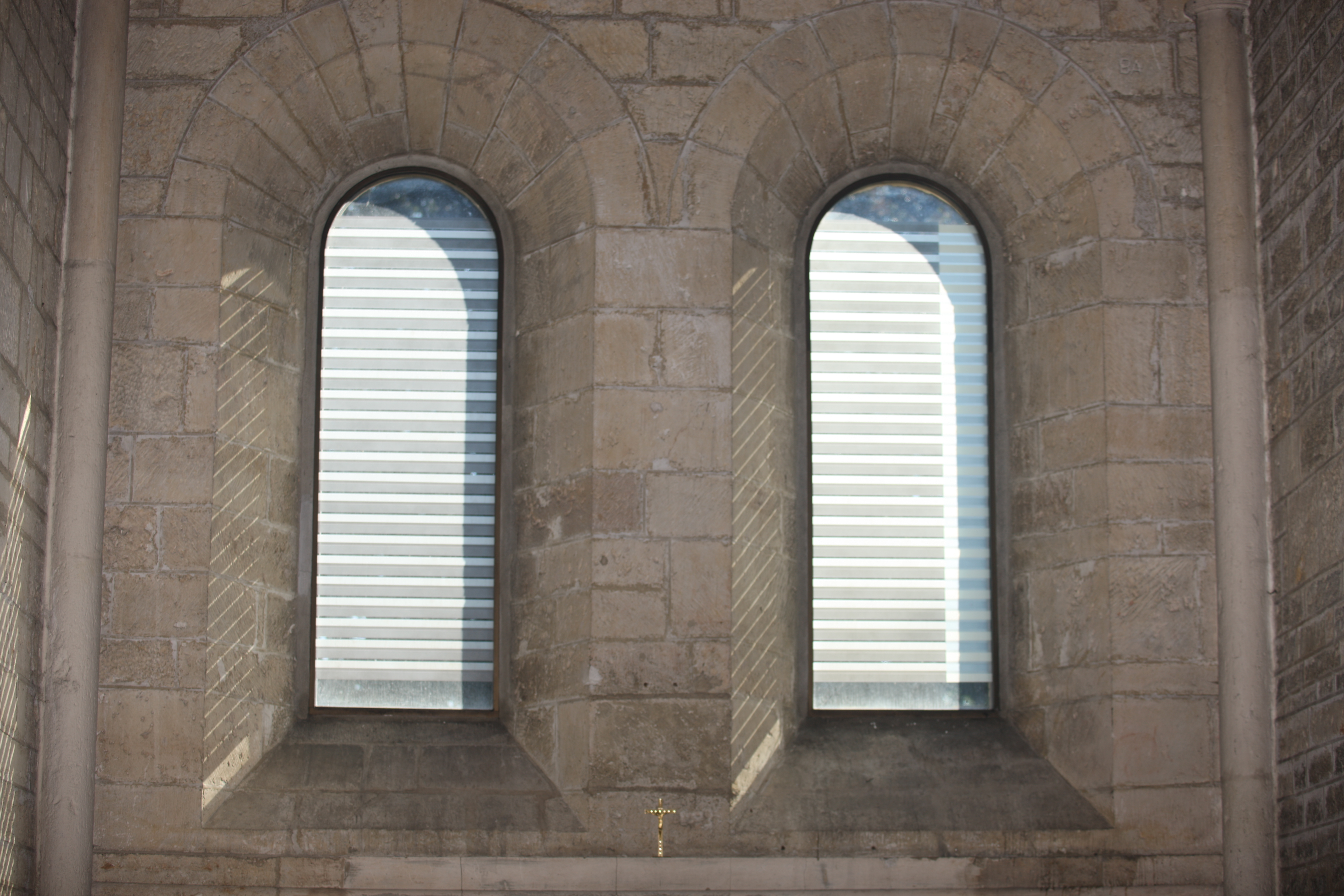
Vitraux de l'abbaye d'Acey département du Jura